# Ozsváth András
Ozsváth András (Békéscsaba, 1929. augusztus 19. – Budapest, 2015. október 20.) magyar sakkozó, FIDE mester, kétszeres olimpiai ezüstérmes nemzetközi levelezési mester, nyolcszoros magyar bajnok csapatban, Budapest-bajnok, sakkszakíró, újságíró, edző, Ozsváth Attila hegymászó és  Ozsváth András István teniszező édesapja.
Temetése 2015. november 6-án a Deák téri evangélikus templomban volt. A Magyar Olimpiai Bizottság saját halottjának tekintette.

## Élete és sakkpályafutása
Gyermekkorát Erdélyben, Marosvásárhelyen töltötte, 1948-ban a Békési Gimnáziumban érettségizett.
A sakkozással 16 éves korában, Marosvásárhelyen ismerkedett meg a Vas- és Fémmunkások sakk-körében.
1949-ben, 20 évesen Budapestre költözött, és a Famunkások Sportegyesületében (Fások) kezdett sakkozni. 1950-ben 3 évre bevonult katonának, és a Kispesti AC jogutódjaként megalakult Honvéd SE-hez került. Ez idő alatt megszervezte a „Tisztek, hozzátartozók és polgári alkalmazottak” sakk körét.
A HSE Tömegsport irányítója, szervezője volt, amely 1953 szeptemberétől sakk körré alakult. A Központi Tisztiházban működő nagy létszámú sakk kör vezetője, oktatója, szervezője, a Honvéd újság sakkrovatvezetője volt.
A 3 éves katonai szolgálata után az Építők csapatában játszott, ahol I. osztályú minősítést szerzett. Először 1954-ben mesterjelöltként jutott be a magyar bajnokság döntőjébe. 1958-ban, 1962-ben és 1965-ben is bajnoki döntős volt. 1957-ben az Egyetértés SC vegyes mesterversenyén megszerezte a mesteri címet, 1980-ban FIDE mesteri címet szerzett.
1960-ban Budapest bajnoka lett. 1961-től 1988-ig, 27 évig játszott igazolt versenyzőként a Honvéd csapatában. Összességében 38 évig volt csapatának edzője, szervezője. Nyolcszor nyert bajnokságot a Bp. Honvéd és utód szerveinek színeiben. 1988-ban a rotterdami BEK döntőn a Honvéd Ozsváth András vezetésével második helyet szerzett. 1968-1982 között többször szerepelt a magyar válogatottban. 1968-ban 1. táblásként volt tagja a Baráti Hadseregek Sakkcsapatbajnokságán 4. helyezést elért, valamint az 1970-ben ezüstérmet szerzett magyar válogatottnak.
1977-ben mesteredző minősítést szerzett. Levelezési sakkozóként kétszeres (1977, 1982) olimpiai ezüstérmes csapat tagja. 1977-ben levelezési nemzetközi mester lett.
1994-ben a moszkvai sakkolimpián az 5. helyet szerzett női válogatott csapat kapitánya.

### Játékereje
A FIDE Élő-pontszámítása szerint 2158 pontja van. A pontszámítás során figyelembe vehető utolsó játszmáját 2010. májusban játszotta, jelenleg inaktív. Legmagasabb Élő-pontszáma 1971. júliusban 2510 volt, amellyel akkor a 71. helyen állt a világranglistán.

## Sakkújságíróként
1953-tól a Honvéd Újság sakkrovatának vezetője volt. Már 1955-ben jelent meg publikációja a Magyar Sakkélet című lapban. A lapnak 17 éven át volt szerkesztője, majd főszerkesztője. 1995-től a Sakkélet című lap felelős szerkesztője.

## Megjelent könyvei, publikációi
- A sakkoktatás módszertana – kézirat; szerkesztette Ozsváth András (1966)[14]
- Harcászat 64 mezőn, Zrínyi Katonai Kiadó (1972)
- Világunk 64 mezőn (minikönyv), (2000 számozott), szerzői kiadás, Budapest, 1978[15]
- Hungaroil ’85, Budapest, 1985
- Nemzetközi sakk nagymesterverseny (II. Hungaroil-Honvéd) (1986)
- Második levelezési sakkbajnokságunkat az óhazának megköszönjük! (Bottlik Ivánnal közösen), Nemzeti Sport Lap-, Könyvkiadó és Szolgáltató, Budapest, 1999[16]

- A Sakkéletben megjelent publikációinak listáját az Országos Dokumentum-ellátási Rendszer tartalmazza.[17]

## Díjai, elismerései
- A testnevelés és sport érdemes dolgozója (1965)[18]
- Mesteredző (1977)[19]
- Maróczy Géza-díj (1994)
- Maróczy-bronzplakett (1994)[20]
- Pro Civibus díj[21]
- Caissa lovagja (2009)[22]